# Barleria dinteri
Barleria dinteri är en akantusväxtart som beskrevs av Anna Amelia Obermeyer. Barleria dinteri ingår i släktet Barleria och familjen akantusväxter. Inga underarter finns listade i Catalogue of Life.